# Сиверс, Карл Карлович
Граф Карл Ка́рлович Си́верс (нем. Carl Gustav Graf von Sievers; 9 (20) ноября 1772, Альт-Оттенгоф, Вольмарский уезд, Лифляндская губерния, Российская империя — 18 (30) марта 1856, Москва, Российская империя) — генерал-лейтенант русской императорской армии; сенатор, действительный тайный советник. Брат Егора и Якова Сиверсов.

## Биография
Происходил из дворян Лифляндской губернии. Родился 9 (20) ноября 1772 года в имении Альт-Оттенгоф в семье Карла Эберхарда Сиверса (1745—1821) и его супруги Марты Юлианы, урождённой фон Менгден (1748—1837) — из ветви Mengden-Altenwoga. Был племянником графа Якова Ефимовича Сиверса.
В возрасте 13 лет, 8 февраля 1785 года был зачислен в Артиллерийский и Инженерный шляхетский кадетский корпус; 6 декабря 1789 года окончил обучение в звании сержанта, после чего в чине штык-юнкера был определён в бомбардирский полк; 3 февраля 1792 год был переведён во 2-й артиллерийский батальон и участвовал в Польской кампании против конфедератов под началом генерал-аншефа Кречетникова, получив чин артиллерии-поручика. В 1795 году был переведён в Ростовский драгунский полк с повышением до премьер-майора. В 1798 году получил чин подполковника и был награждён орденом Св. Анны 3-й степени на шпаге. Весной 1799 года по неизвестным причинам был отправлен в отставку в чине полковника. На службу вернулся в декабре 1800 года, будучи определён в кирасирский генерал-майора Воинова полк, в котором, после его переименования в Стародубовский драгунский полк, был назначен с 17 января 1802 года командиром.
Был произведён в генерал-майоры 16 мая 1803 года с назначением шефом вновь сформированного Новороссийского драгунского полка. В 1805 году участвовал в походе корпуса генерал-лейтенанта Эссена в Новую Галицию, в 1806 году в составе того же корпуса участвовал в походе в Молдавию, где сражался против османских войск, в том числе во время осады и взятия Хотина, по занятии которого ему же было поручено следить за выводом из неё турецкого гарнизона. В кампании 1807 года против французов участвовал в сражениях в Пруссии под Трощиным и Станиславовым; в то время служил под началом авангардного командира графа Витгенштейна. Участвовал в атаке на аванпосты противника на Омулеве и в бою под Дренгевым, затем осуществил удачный отвлекающий манёвр под Ружановым на реке Нареве против войск генерала Сушета, участвовал в захвате французского военного лагеря в Борках близ города Остроленки; 31 декабря 1807 года был за свои успехи награждён орденом Св. Анны 1-й степени.
В 1809 году, после возобновления русско-турецкой войны, участвовал под началом генерала от инфантерии князя Сергея Голицына в австрийском походе, командовал авангардом, участвовал в сражениях под Пневым, а также на устье реки Соне совместно с польскими войсками под командованием князя Понятовского. 3 июня перешёл реку Дунаец с Новороссийским драгунским полком, 6-ю орудиями конной артиллерии и сотней казаков, после чего форсированным маршем выступил к Кракову, успешно захватив этот город, из которого выступил австрийский корпус эрцгерцога Фердинанда. 4 февраля 1810 года получил должность бригадного командира 4-й кавалерийской дивизии, будучи при этом оставленным шефом Новороссийского драгунского полка. 2 мая 1812 года возглавил 4-ю кавалерийскую дивизию.
В 1812 году, во время Отечественной войны, служил в составе 2-й армии под началом генерала от инфантерии князя Багратиона: 24 и 25 июня прикрывал после переправы через Неман у Николаева силы 2-й армию; 9 июля, выступив из Бобруйска с двумя драгунскими полками к занятому французским генералом Даву Могилёву, встретился с кавалерийским авангардом вражеских сил под Салтановкой и разгромил его, остановив на пути к Старому Быхову и взяв большое количество пленных; 11 июля под началом генерал-лейтенанта Раевского сражался под Салтановками с тем же французским корпусом, вышедшим из Могилёва; 4 августа в сражении под Смоленском командовал сначала авангардом, затем принял командование над 27-й пехотной дивизией в Малаховском форштадте, обороняя который успешно отражал неприятельские атаки; 5 августа командовал тремя кавалерийскими полками под Смоленском, находясь под началом генерала от инфантерии Дохтурова, после чего соединился со 2-й армией, шедшей по направлению к Дорогобужу, где спустя три дня принял на правом берегу Днепра командование наблюдательным корпусом, в который вошли 27-я пехотная дивизия, 2 артиллерийских батареи, 3 кавалерийских и 2-х казачьих полка с подкреплением в 15 тысяч человек московского ополчения; приняв командование над авангардом 2-й армии 15 августа под Лужками, Сиверс отражал атаки неприятельского авангарда и успешно прикрыл дальнейшее отступление 2-й армии.
После соединения арьергардов 1-й и 2-й армии под началом генерал-лейтенанта Коновницына участвовал в боях с французским авангардом при Гжатске (20 августа), под Поповкой (22 августа), Колоколецким монастырём (23 августа), Ельной (24 августа). Во время отступления и до соединения со 2-й армией на Бородинском поле не только отражал вражеские атаки, но и, возглавив атаку силами двух кирасирских и одного драгунского полков, отбил у французов 8 пушек.

Во время Бородинского сражения, находился на левом фланге 2-й армии. Защищал интервал между этим флангом и корпусом генерал-лейтенанта Тучкова, успешно отражая атаки противника: 27 августа при Можайске, в сражении соединённых арьергардов под началом графа Платова; 29 августа при селе Татарине; 15 сентября при селе Чирикове — в сражениях арьергарда под командованием графа Милорадовича. За проявленную храбрость 20 октября 1812 года был награждён орденом Св. Георгия 3-й степени № 249 
В награду за мужество и храбрость, оказанные в сражении против французских войск 26-го августа при Бородине.
3 декабря 1812 года по приказу Кутузова был назначен командующим всей кавалерией корпуса графа Петра Витгенштейна. 

«Командовал корпусом с отличною храбростию и благоразумием 24 и 26 чисел августа в нападениях и атаках неприятельских»
— М. И. Кутузов. Из характеристики К. К. Сиверса в рапорте с представлением списка генералов, отличившихся при Бородине
После изгнания врага с русской территории, 18 декабря 1812 года Сиверс участвовал со своим отрядом в переходе через Неман и вскоре занял Кёнигсберг; 27 января 1813 года заставил капитулировать двухтысячный французский гарнизон Пиллау; 8 февраля 1813 года был назначен комендантом Кёнигсберга, а 2 апреля — военным губернатором Старой Пруссии и города Кенигсберга; 20 октября того же года получил повышение до генерал-лейтенанта, будучи с 1 сентября 1814 года зачислен по кавалерии. Обязанности военного губернатора в Кенигсберге исполнял на протяжении двух лет, за что прусский король впоследствии вручил ему рескриптом от 25 февраля 1815 года орден Красного Орла 1-й степени. 1 марта 1829 года занял должность презуса комиссии военного суда, учреждённого при главном штабе 1-й армии над бывшим войсковым атаманом войска Донского, генерал-лейтенантом Иловайским 1-м, оставаясь в составе этой комиссии до 6 марта 1830 года. С 6 декабря 1833 года состоял присутствующим в Правительствующем сенате, во временном Общем Собрании Сената в Санкт-Петербурге.
31 декабря 1836 года перешёл на гражданскую службу и был произведён в действительные тайные советники. С 17 августа 1839 года перешёл к присутствованию во II отделении 3-го департамента Сената; 31 декабря того же года получил орден Белого Орла. В 1841 году был назначен членом попечительного общества о тюрьмах, 16 июля 1843 года перешёл в I отделение 5-го департамента Сената. С января 1848 года был переведён в 1-й департамент Сената. 16 декабря 1849 года был назначен к присутствованию во 2-м департаменте, 7 января 1850 года перешёл во 2-е отделение 3-го департамента, 6 января 1853 года назначен в межевой департамент, а 28 февраля того же года — в департамент Герольдии; 9 июня того же года ушёл в отставку со службы по собственному желанию. 
Был награждён также орденами: Св. Александра Невского, Св. Владимира 2-й степени.
Умер 18 (30) марта 1856 года в Москве. Похоронен в Вендене возле Спасо-Преображенской церкви.

## Семья
Был женат на Елене Ивановне Дуниной (04.01.1789—03.04.1866) — дочери Ивана Петровича Дунина от брака с фрейлиной Марией Дмитриевной Норовой. За женой Сиверс получил село Старая Водолага и 558 душ в Валковском уезде Слободско-Украинской губернии, а также в Брестском уезде Гродненской губернии; кроме того, у него самого было несколько мыз в Венденском уезде и Высочайше пожалованная ему аренда. Свадьба состоялась около 1810 года: 
В Валкском уезде жила богатая помещичья семья Норовых, брат и сестра, Мария Дмитриевна, по мужу Дунина. <…> Мария Дмитриевна словно весь свой век была важной вдовой с большой семьей; единственный сын её был убит под Бородиным, но у неё выросло 6 дочерей. <…> Мария Дмитриевна была не только богатой и знатной барыней; она была умной женщиной, гостеприимной хозяйкой и прекрасной матерью. Она отлично воспитала и пристроила всех своих дочерей, красивых и некрасивых, и, несмотря на молву, не Бог знает каких богатых. <…> Старшая дочь Дуниной, молоденькая и хорошенькая Елена, вышла, впрочем, замуж просто, без всякой дипломатии. К ней присватался очень пожилой и чиновный граф Сиверс. «Дитя мое, гр. Сиверс делает тебе предложение: мне очень бы хотелось, чтобы ты за него вышла», объявила ей конечно по-французски мать. Ваша воля, maman, всегда была и будет для меня законом, отвечала девушка. «Граф прекрасный человек: я уверена, что ты будешь с ним счастлива», добавила мать. «Я употреблю все усилия, чтобы сделать его счастливым», заявила дочь. Брак состоялся, и молодая жена с мужем прожили век в любви и согласии, всем на удивление.
От этого брака было 3 сына и 2 дочери:
- Миндора Карловна (06.03.1811—09.04.1878), была замужем с 1830 года за генерал-майором Сергеем Николаевичем Мухановым (1796—1858).
- Эммануил Карлович (27.04.1817—12.05.1909), сенатор и обер-гофмейстер Высочайшего двора.
- Яков Карлович (08.07.1818—31.08.1865), службу начал в Артиллерийском училище фейервергером, позже юнкер, поручик лейб-гвардии Конного полка, почётный смотритель Островского училища, титулярный советник. Был женат на Вере Михайловне Дондуковой-Корсаковой, дочери князя М. А. Дондукова-Корсакова.
- София Карловна (09.08.1821—1901), в замужестве за Гудим-Левковичем.
- Александр Карлович (18.12.1823—20.07.1887), гражданский губернатор Харьковской губернии, действительный статский советник, камергер двора Его Императорского Величества.

## Память
В 1908 году сын Эммануил Карлович установил отцу бронзовый бюст в парке Венденского замка на Карловской горке. Во время Первой мировой войны бюст был эвакуирован и пропал. Осенью 2011 года был восстановлен скульпторами Дзинтрой Региной Янсоне и Сандрисом Скрибновскисом. 